# Movistar Team
Das Movistar Team ist ein spanisches UCI WorldTeam im Straßenradsport mit Sitz in Egüés. Die Mannschaft besteht seit 1980 und ist damit unter den Teams der UCI World Tour jenes mit der längsten Tradition noch vor Lotto Soudal (1985). Seitdem fuhr das Team unter mehreren Namen. Dem Teambetreiber Abarca Sports S.L gehört über die Tochterfirma Abarca Women Sport SL auch das Frauenradsportteam Movistar Team Women.

## Geschichte

### 1980–1989: Reynolds
Seit 1980 fuhr die Mannschaft bis 1989 zunächst unter dem Namen des baskischen Aluminiumherstellers Reynolds. In dieser Zeit gewann das Team mit Pedro Delgado die Tour de France 1988, im darauffolgenden Jahr belegte er den dritten Platz.

### 1990–2004: Banesto
In diesen Jahren fuhr das Team unter dem Namen des Sponsorunternehmens Banesto (ab 2001 iBanesto.com, ab 2004 Illes Balears-Banesto). Bekannt wurde Banesto vor allem durch die fünf Siege Miguel Induráins bei der Tour de France von 1991 bis 1995.
Zu Beginn dieser Ära galt zunächst Delgado auch bei Banesto als Kapitän des Teams, was er mit soliden Leistungen bei der Tour (1990: Vierter, 1991: Neunter, 1992: Sechster, 1993: Neunter) durchaus rechtfertigen konnte. Zum Star von Banesto wurde aber Delgados langjähriger Wasserträger Miguel Induráin. Der Spanier erlebte in der Saison 1990 seinen Durchbruch: Er gewann Paris–Nizza, die Clásica San Sebastián und eine Bergetappe der Tour 1990. Mit dem souveränen Erfolg bei der Tour de France 1991 läutete er schließlich die „Ära Indurain“ ein, während der er als erster Sportler fünf Toursiege in Folge erringen konnte, zwei davon im Double mit dem Sieg beim Giro d’Italia. Eine ganze Generation von Radrennfahrern scheiterte beim Versuch, Indurain bei der Tour zu besiegen, darunter Claudio Chiappucci, Gianni Bugno und Tony Rominger. Erst 1996 beendete das Team Telekom mit Bjarne Riis und Jan Ullrich die Dominanz von Indurain und Banesto. Zum Abschluss seiner Karriere gewann Indurain noch die Olympischen Spiele im Einzelzeitfahren 1996.
Nach Indurains Abschied konnte das Team Banesto nicht ganz an die enormen Erfolge der frühen 1990er Jahre anknüpfen. Der als Nachfolger vorgesehene Abraham Olano, Straßenrad-Weltmeister von 1995, kam aufgrund von Schwächen im Hochgebirge nicht über einen vierten Platz bei der Tour de France 1997 hinaus. Nach dem Wechsel Olanos 1999 zum Konkurrenten ONCE verpflichtete Banesto als Kapitän den Schweizer Alex Zülle, einen der Protagonisten der Festina-Affäre. Zülle erreichte wenige Wochen nach Ende seiner Dopingsperre bei der Tour 1999 den zweiten Platz hinter Lance Armstrong. Zülle hatte kurioserweise schon beim letzten Toursieg Indurains 1995 den 2. Rang belegt.
Ab Ende der 1990er Jahre überzeugte Banesto vor allem durch seine starken spanischen Bergfahrer wie José María Jiménez, José Vicente Garcia Acosta, Juan Miguel Mercado, die Brüder Aitor Osa und Unai Osa sowie den Italiener Leonardo Piepoli. Als Kapitän der stark verjüngten Mannschaft fungierten nun der Spanier Francisco Mancebo sowie die Russen Denis Menschow und Wladimir Karpez, die bei der Tour 2000, Tour 2003 und Tour 2004 jeweils das Weiße Trikot des besten Jungprofis gewannen.

### 2004–2010: Illes Baleares & Caisse d’Epargne
2004 übernahm das Fremdenverkehrsamt der Baleareninseln Mallorca, Menorca, Formentera und Ibiza das Sponsoring des Teams. Das Team startete unter dem Namen „Illes Balears-Banesto“. (Banesto blieb noch ein Jahr als Co-Sponsor erhalten und blieb deshalb am Namensende erwähnt). 2005 stieg die französische Sparkasse Caisse d’Epargne als Co-Sponsor ein und wurde zu Beginn der Saison 2006 Hauptsponsor. Bis Ende 2006 trat Illes Balears noch als Co-Sponsor auf; dann zog das Fremdenverkehrsamt sich aus dem Radsport zurück.
Seit 2005 nimmt die Radsportmannschaft an der UCI ProTour und der Nachfolgeserie UCI WorldTour teil, deren Gesamtwertung mit Alejandro Valverde ein Fahrer des Teams 2006 und 2008 gewinnen konnte. Ebenfalls 2006 konnte sich Óscar Pereiro in die Siegerliste der Tour de France eintragen. Nach der Disqualifikation von Floyd Landis wegen Dopings wurde der bisherige zweitplatzierte Óscar Pereiro zu Sieger erklärt.
Ein weiterer großer Erfolg nach der Ära Banesto ist der Gesamtsieg bei der Vuelta a España 2009 durch Alejandro Valverde. Auch bei Klassikern war das Team erfolgreich. Zwei Siege bei Lüttich–Bastogne–Lüttich und einer beim Flèche Wallonne ebenfalls durch Alejandro Valverde stehen zu Buche. Die Clásica San Sebastián konnten Luis León Sánchez und Alejandro Valverde für das Team gewinnen.

### Seit 2011: Movistar
Seit 2011 ist das spanische Telekommunikationsunternehmen Movistar neuer Hauptsponsor. Das Team Movistar konnte durch Rui Costa beim Grand Prix Cycliste de Montréal den ersten Sieg mit dem neuen Namen bei der UCI WorldTour feiern. 2012 gewann Rui Costa die Tour de Suisse.
Bei den Grand Tours sorgten vor allem Alejandro Valverde und der 2012 verpflichtete Nairo Quintana für Erfolge. Quintana gewann den Giro d’Italia 2014 und die Vuelta a España 2016 und war zwischen 2013 und 2016 dreimal auf dem Podium der Tour de France. Valverde fuhr nach Ablauf seiner Dopingsperre zwischen 2012 und 2019 sechsmal auf das Podium einer großen Landesrundfahrt und wurde 2018 Weltmeister im Straßenrennen, konnte aber seinen Grand-Tour-Erfolg von 2009 nicht mehr wiederholen. Valverde war darüber hinaus auch bei den Frühjahrsklassikern und bei kürzeren Rundfahrten erfolgreich.
Im Jahr 2019 gewann der Ecuadorianer Richard Carapaz für Movistar den Giro d’Italia, den er im Vorjahr bereits auf dem vierten Platz beendet hatte, noch vor dem nominellen Kapitän Mikel Landa, der zur Saison 2018 als weiterer Rundfahrtenspezialist zur Mannschaft hinzugestoßen war.
Movistar gewann zwischen 2013 und 2016 viermal in Folge die Mannschaftswertung der UCI WorldTour, Alejandro Valverde siegte in den Jahren 2014 und 2015 zusätzlich auch in der Fahrerwertung.

## Platzierungen in UCI-Ranglisten
UCI World Ranking
| World Ranking | World Ranking | World Ranking             | World Ranking |
| Jahr          | Teamwertung   | Einzelwertung             |               |
| ------------- | ------------- | ------------------------- | ------------- |
| 2016          | —             | Nairo Quintana (4. )      |               |
| 2017          | —             | Alejandro Valverde (7. )  |               |
| 2018          | —             | Alejandro Valverde (1. )  |               |
| 2019          | 7.            | Alejandro Valverde (5. )  |               |
| 2020          | 18.           | Enric Mas (40. )          |               |
| 2021          | 11.           | Alejandro Valverde (11. ) |               |
| 2022          | 11.           | Alejandro Valverde (10. ) |               |
| 2023          | 12.           | Matteo Jorgenson (35. )   |               |
| 2024          | 13.           | Enric Mas (11. )          |               |
|               |               |                           |               |
| Quelle: UCI   |               |                           |               |

UCI-Weltrangliste (bis 2004)
| Saison | Mannschaftswertung | Fahrerwertung               |
| ------ | ------------------ | --------------------------- |
| 1995   | 5.                 | Miguel Indurain (3.)        |
| 1996   | 17.                | Miguel Indurain (14.)       |
| 1997   | 9.                 | Abraham Olano (10.)         |
| 1998   | 6.                 | Abraham Olano (3.)          |
| 1999   | 8.                 | José María Jiménez (28.)    |
| 2000   | 9.                 | Leonardo Piepoli (30.)      |
| 2001   | 6.                 | Juan Carlos Domínguez (23.) |
| 2002   | 8.                 | Francisco Mancebo (34.)     |
| 2003   | 5.                 | Francisco Mancebo (19.)     |
| 2004   | 11.                | Francisco Mancebo (14.)     |

UCI ProTour
| Saison | Mannschaftswertung | Fahrerwertung           |
| ------ | ------------------ | ----------------------- |
| 2005   | 10.                | Francisco Mancebo (15.) |
| 2006   | 2.                 | Alejandro Valverde (1.) |
| 2007   | 3.                 | Alejandro Valverde (4.) |
| 2008   | 1.                 | Alejandro Valverde (1.) |

UCI World Calendar
| Saison | Mannschaftswertung | Fahrerwertung           |
| ------ | ------------------ | ----------------------- |
| 2009   | 2.                 | Alejandro Valverde (2.) |
| 2010   | 9.                 | Luis León Sánchez (4.)  |

UCI WorldTour
| Saison | Mannschaftswertung | Fahrerwertung           |
| ------ | ------------------ | ----------------------- |
| 2011   | 13.                | Beñat Intxausti (37.)   |
| 2012   | 5.                 | Alejandro Valverde (5.) |
| 2013   | 1.                 | Alejandro Valverde (3.) |
| 2014   | 1.                 | Alejandro Valverde (1.) |
| 2015   | 1.                 | Alejandro Valverde (1.) |
| 2016   | 1.                 | Nairo Quintana (2.)     |
| 2017   | 6.                 | Alejandro Valverde (7.) |
| 2018   | 8.                 | Alejandro Valverde (3.) |

## Mannschaft 2025
| Teamkader 2025                     | Teamkader 2025    | Teamkader 2025     | Teamkader 2025                           |
| Name                               | Geburtsdatum      | Land               | Vorheriges Team                          |
| ---------------------------------- | ----------------- | ------------------ | ---------------------------------------- |
| Jorge Arcas                        | 8. Juli 1992      | Spanien            | Lizarte (2015)                           |
| Orluis Aular                       | 5. November 1996  | Venezuela          | Caja Rural-Seguros RGA (2024)            |
| Jon Barrenetxea                    | 20. April 2000    | Spanien            | Caja Rural-Seguros RGA (2023)            |
| Will Barta                         | 4. Januar 1996    | Vereinigte Staaten | EF Education-Nippo (2021)                |
| Carlos Canal                       | 28. Juni 2001     | Spanien            | Euskaltel-Euskadi (2023)                 |
| Pablo Castrillo                    | 2. Januar 2001    | Spanien            | Equipo Kern Pharma (2024)                |
| Jefferson Cepeda                   | 3. März 1996      | Ecuador            | Caja Rural-Seguros RGA (2024)            |
| Davide Cimolai                     | 13. August 1989   | Italien            | Cofidis (2023)                           |
| Davide Formolo                     | 25. Oktober 1992  | Italien            | UAE Team Emirates (2023)                 |
| Iván García Cortina                | 20. November 1995 | Spanien            | Bahrain McLaren (2020)                   |
| Ruben Guerreiro                    | 6. Juli 1994      | Portugal           | EF Education-EasyPost (2022)             |
| Enric Mas                          | 7. Januar 1995    | Spanien            | Deceuninck-Quick Step (2019)             |
| Lorenzo Milesi                     | 19. März 2002     | Italien            | Team DSM-Firmenich (2023)                |
| Manlio Moro                        | 17. März 2002     | Italien            | Zalf Euromobil Fior (2023)               |
| Gregor Mühlberger                  | 4. April 1994     | Österreich         | Bora-Hansgrohe (2020)                    |
| Mathias Norsgaard                  | 5. Mai 1997       | Dänemark           | Riwal Readynez (2019)                    |
| Nélson Oliveira                    | 6. März 1989      | Portugal           | Lampre-Merida (2015)                     |
| Antonio Pedrero                    | 23. Oktober 1991  | Spanien            | Inteja-MMR Dominican cycling team (2015) |
| Diego Pescador                     | 21. Dezember 2004 | Kolumbien          | GW Shimano (2024)                        |
| Iván Romeo                         | 16. August 2003   | Spanien            | Hagens Berman Axeon (2022)               |
| Javier Romo                        | 6. Januar 1999    | Spanien            | Astana Qazaqstan Team (2023)             |
| Einer Rubio                        | 22. Februar 1998  | Kolumbien          | Aran Vejus (2019)                        |
| Pelayo Sánchez                     | 27. März 2000     | Spanien            | Burgos-BH (2023)                         |
| Gonzalo Serrano                    | 17. August 1994   | Spanien            | Caja Rural-Seguros RGA (2020)            |
| Natnael Tesfatsion                 | 23. Mai 1999      | Eritrea            | Lidl-Trek (2024)                         |
| Albert Torres                      | 26. April 1990    | Spanien            | Inteja-Dominican cycling team (2018)     |
| Fernando Gaviria                   | 19. August 1994   | Kolumbien          | UAE Team Emirates (2022)                 |
| Nairo Quintana                     | 4. Februar 1990   | Kolumbien          | Arkéa-Samsic (2022)                      |
| Michel Heßmann (15. Jan.–31. Dez.) | 6. April 2001     | Deutschland        | Team Visma \| Lease a Bike (2024)        |
|                                    |                   |                    |                                          |
| Quelle: ProCyclingStats            |                   |                    |                                          |